# Nedre Dammsjön (Nora socken, Västmanland, 660866-144874)
Nedre Dammsjön är en sjö i Nora kommun i Västmanland och ingår i Norrströms huvudavrinningsområde. Sjöns area är 0,05 kvadratkilometer och den befinner sig 151 meter över havet.